# Venatio

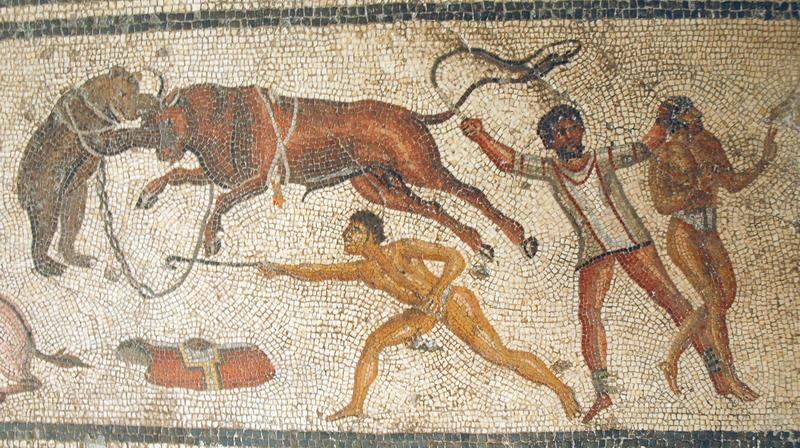
Mosaic romà representant una venatio

Venatio o Bestiarium (en català: Bestiari) era el nom que es donava a l'antiga Roma a un espectacle on els protagonistes eren els animals salvatges. En aquest espectacle els animals combatien entre ells, mataven de diverses formes a criminals i condemnats a mort, o s'enfrontaven als venators i bestiaris.
Aquest espectacle es feia generalment abans del migdia, i després començaven els combats de gladiadors (munus gladiatorum) 

## Origen i evolució
Sembla que les primeres venatio eren simulacions de la cacera d'un animal dels boscs, però dins un improvisat recinte a l'interior de la ciutat, per exemple un cérvol o un boc eren amollats i se'ls donava caça aprofitant el dia assenyalat al calendari per retre culte a Diana. Aviat, però, es va iniciar el costum de portar animals exòtics (lleons, panteres) i exhibir-los al fòrum. Però després es va buscar un lloc més segur per als espectadors i es va optar per fer servir la Saepta Julia, abans que es convertís en l'edifici de marbre que després va ser. La primera venatio de la qual es té notícia va ser organitzada per Marc Fulvi Nobílior I el 186 aC al Circ Màxim, un lloc normalment reservat a les curses amb cavalls, i va ser per celebrar la seva victòria contra la Lliga Etòlia.
El teatre de Pompeu, la primera estructura permanent construïda a Roma per a espectacles, va fer la seva inauguració amb una venatio en què segons Plini hi van morir 20 elefants i 500 lleons. Ciceró narra que una part del públic demanava la clemència per aquests animals, impressionats per veure com intentaven fugir i gemegant de pànic, però l'espectacle va continuar sense fer cas d'aquestes peticions.
Les xifres d'animals emprats van anar en augment. Quan es va inaugurar el Colosseu l'any 90, es van sacrificar 9.000 animals en l'espectacle. La xifra màxima va arribar amb Trajà, qui suposadament va encomanar 11.000 animals l'any 106 per celebrar la victòria sobre els dacis.
Alguns magistrats pagaven una part dels espectacles amb diners propis per guanyar popularitat i vots entre les classes baixes i així poder ascendir en càrrecs polítics. Això també passava en altres ciutats romanes en què alguns patrocinadors les costejaven. Més endavant només els emperadors i alts funcionaris es podien permetre aquesta despesa i van acabar sent assumits únicament a càrrec de l'estat. Portar bèsties salvatges des dels racons més allunyats de l'imperi (Àfrica, Orient Mitjà, Índia) era una feina difícil i costosa que va servir d'ostentació de poder i riquesa en l'època imperial. Entre tots els animals el més valorat pels romans era el lleó per la seva ferotgia i desafiament davant el perill de mort, però també es van fer servir: girafes, tigres, toros (no s'ha de confondre amb els ludi taurii), ossos i llops

## Els lluitadors
Hi havia dues paraules per referir-se als homes que participaven en les venatios: 
- Els venatores, que simulaven ser caçadors i podien emprar arcs amb fletxes, fuets i llances.
- Els bestiarii que lluitaven amb ells. Entre aquests n'hi havia de dos tipus: Els qui s'enfrontaven sense armes o amb molt poques perquè en realitat eren persones condemnades a mort per algun delicte que havien comès (Damnatio ad bestias); i els qui armats com els gladiadors i amb un cert entrenament tractaven de sortir amb vida de l'enfrontament. L'emperador August era molt aficionat als espectacles amb bestiarii i Còmode fins i tot va participar en la matança d'alguna bèstia, guanyant així el seu sobrenom de "Hècules romà".[6]

Sagitari (Sagitarius) era el nom que es donava a l'antiga Roma a un tipus de combatents contra les feres, que generalment participava en l'espectacle del venatio. Anaven armats amb arc i fletxes, del que venia el seu nom.

## La fi de lesvenatio
Per als qui participaven en les venatio, tant si sobrevivien com no, era un orgull la quantitat d'animals que havien matat. Al museu romà de Colònia es conserva una pedra commemorativa amb el nom d'un tal Quint Tarquici que havia aconseguit caçar cinquanta ossos en mig any en honor de Diana. Aquesta pràctica tan lloada pels centurions romans va posar en perill d'extinció la fauna d'alguns boscos.
Amb l'arribada del cristianisme, la caça d'animals va disminuir, aquesta nova religió desaprovava aquesta mena d'espectacles i començaven a estendre la idea entre la població romana. Encara Marc Aureli Probe va celebrar el seu triomf l'any 281 amb uns 600 animals, però només unes poques dècades més tard, l'any 325, Constantí I el Gran va emetre el primer edicte contra la caça d'animals. Si bé la política va vacil·lar molt de temps per la resistència d'alguns a implementar aquesta i altres lleis noves. L'any 404, un monjo que van protestar durant uns jocs, fou apedregat pel públic. La caiguda de l'Imperi Romà d'Occident durant el període de la migració, la situació d'emergència conseqüent i l'emergència del cristianisme va fer que les caceres d'animals es tornessin a poc a poc en un fenomen marginal.
A la zona oriental de l'imperi les lluites entre animals van persistir fins al segle vi.